# Monte Buey
Monte Buey is een plaats in het Argentijnse bestuurlijke gebied Marcos Juárez in de provincie Córdoba. De plaats telt 5.499 inwoners.

## Geboren
- Gustavo Dezotti (1964), voetballer